# Saint-Étienne-au-Temple
Saint-Étienne-au-Temple is een gemeente in het Franse departement Marne (regio Grand Est) en telt 458 inwoners (1999). De plaats maakt deel uit van het arrondissement Châlons-en-Champagne.

## Geografie
De oppervlakte van Saint-Étienne-au-Temple bedraagt 12,1 km², de bevolkingsdichtheid is 37,9 inwoners per km².
De onderstaande kaart toont de ligging van Saint-Étienne-au-Temple met de belangrijkste infrastructuur en aangrenzende gemeenten.

## Demografie
Onderstaande figuur toont het verloop van het inwonertal (bron: INSEE-tellingen).